# Ossicloruro di fosforo

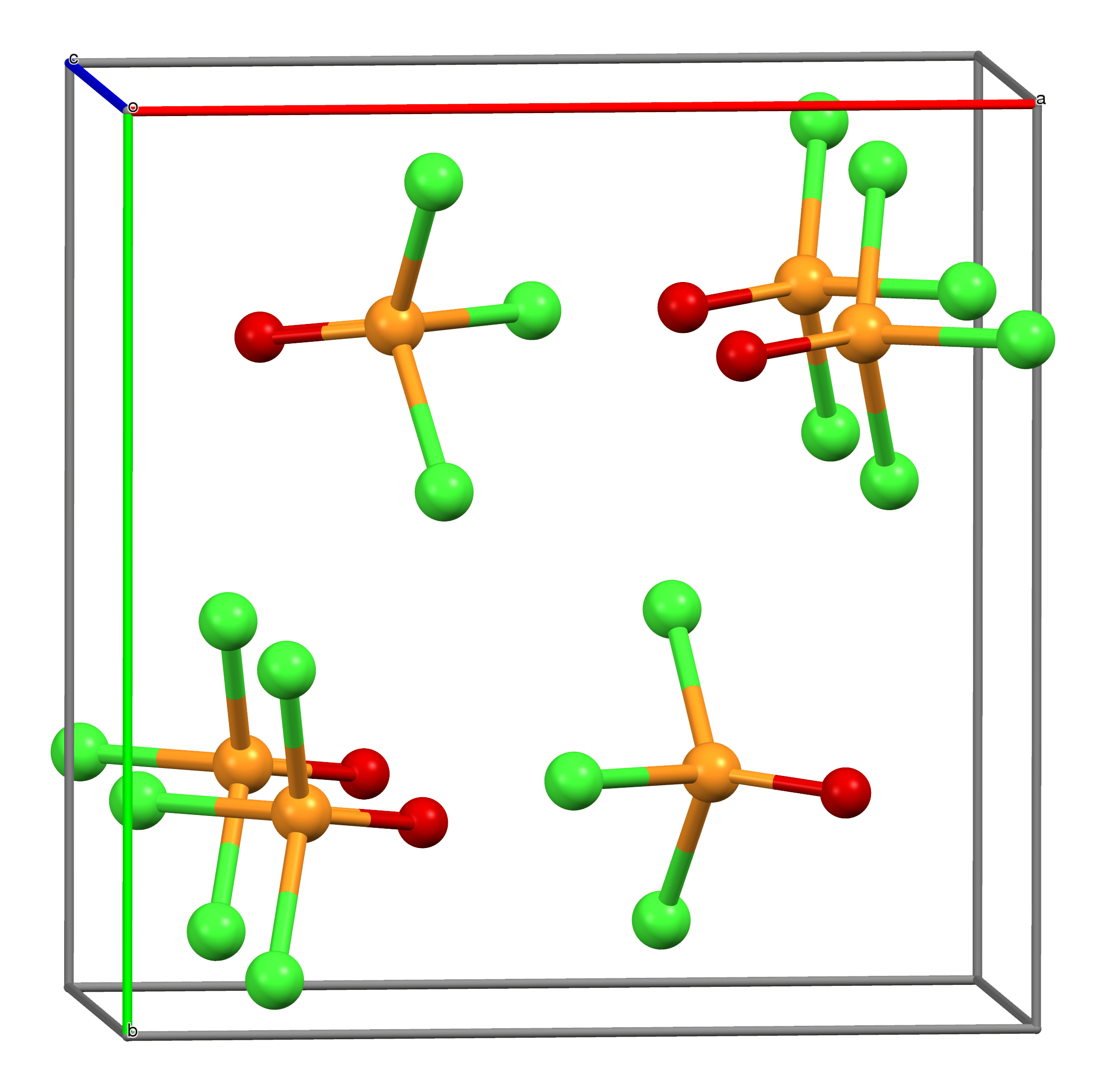
Cella unitaria dell'ossicloruro di fosforo.

L'ossicloruro di fosforo (o cloruro di fosforile) è un ossicloruro del fosforo pentavalente avente formula molecolare POCl3. Può essere considerato come derivante dall'unione del gruppo trivalente fosforile (≡P=O) con tre atomi di cloro; questo fa sì che l'atomo centrale di fosforo raggiunga lo stato di ossidazione +5.
In condizioni ambiente è un liquido incolore che si idrolizza in aria umida liberando acido fosforico e fumi di acido cloridrico. Viene prodotto industrialmente su larga scala da tricloruro di fosforo (PCl3) e ossigeno o dal pentacloruro di fosforo (PCl5) e anidride fosforica (P4O10). Viene utilizzato principalmente per produrre esteri fosforici come il trimetil fosfato [(CH3-O)3P=O], il più semplice, o anche il fosfato di tricresile [(C7H7-O)3P=O].

## Struttura
Come il fosfato, l'ossicloruro di fosforo ha una forma tetraedrica, simmetria C3v. Presenta tre legami semplici P-Cl e un forte doppio legame P=O, quest'ultimo con un'energia di dissociazione di legame stimata di 533,5 kJ/mol. Sulla base della lunghezza del legame e dell'elettronegatività, la regola di Schomaker-Stevenson suggerisce che la forma del doppio legame è dominante, in contrasto con il caso del trifluoruro di fosforile (POF3). Il legame P=O comporta la donazione degli elettroni della coppia solitaria sugli orbitali {\displaystyle p} dell'ossigeno alle combinazioni di antilegame associate ai legami fosforo-cloro, costituendo così il legame π.
L'ossicloruro di fosforo esiste come molecole POCl3 neutre negli stati solido, liquido e gassoso. Questo non accade nel pentacloruro di fosforo, altro composto clorurato di P(V), che esiste come molecole neutre PCl5 negli stati gassoso e liquido, ma adotta la forma ionica [PCl4]+[PCl6]− allo stato solido. Le lunghezze medie dei legami nella struttura cristallina dell'ossicloruro di fosforo, molto simile a quella ddell'analogo ossibromuro di fosforo (POBr3), sono 197,6 pm per P–Cl e 1,456 pm per P=O e l'angolo medio Cl-P-Cl è di 104,9°, leggermente inferiore all'angolo tetraedrico (109,5°).

## Proprietà fisiche
Con un punto di congelamento di 1 °C e un punto di ebollizione di 106 °C, l'intervallo liquido dell'ossicloruro di fosforo è piuttosto simile a quello dell'acqua. Anche come l'acqua, l'ossicloruro di fosforo si autoionizza, a causa della formazione reversibile di POCl2+ e Cl−.

## Proprietà chimiche
L'ossicloruro di fosforo reagisce con l'acqua per dare acido cloridrico e acido fosforico:
{\displaystyle {\ce {O=PCl3 \ + \ 3H2O -> O=P(OH)3 \ + \ 3HCl}}}
Sono stati isolati intermedi nella conversione, compreso il cloruro di pirofosforile [O=P(Cl2)-O-(Cl2)P=O)].
Dopo il trattamento con alcoli o fenoli in eccesso, l'ossicloruro di fosforo fornisce i corrispondenti esteri fosforici:
{\displaystyle {\ce {O=PCl3 \ + \ 3ROH -> O=P(OR)3 \ + \ 3HCl}}}
Tali reazioni vengono spesso eseguite in presenza di una base che neutralizza l'acido cloridrico formato come la piridina o altra ammina terziaria.
L'ossicloruro di fosforo può anche fungere da base di Lewis, formando addotti con una varietà di acidi di Lewis come il tetracloruro di titanio (TiCl4):
{\displaystyle {\ce {Cl3PO\ +\ TiCl4->Cl3POTiCl4}}}
L'addotto del cloruro di alluminio (POCl3·AlCl3) è abbastanza stabile, quindi l'ossicloruro di fosforo può essere utilizzato per rimuovere il cloruro di alluminio dalle miscele di reazione, ad esempio al termine di una reazione di Friedel-Crafts.
L'ossicloruro di fosforo reagisce con acido bromidrico in presenza di catalizzatori acidi di Lewis per produrre bromuro di fosforile (POBr3).

## Preparazione
L'ossicloruro di fosforo può essere preparato con molti metodi; fu segnalato per la prima volta nel 1847 dal chimico francese Charles-Adolphe Wurtz facendo reagire il pentacloruro di fosforo con l'acqua.

### Per ossidazione
Il metodo commerciale prevede l'ossidazione del tricloruro di fosforo con ossigeno:
{\displaystyle {\ce {2PCl3\ +\ O2->2POCl3}}}
Un metodo alternativo prevede l'ossidazione del tricloruro di fosforo con clorato di potassio:
{\displaystyle {\ce {3PCl3\ +\ KClO3->3POCl3\ +\ KCl}}}

### Per ossigenazioni
Una reazione è quella del pentacloruro di fosforo (PCl5) con l'anidride fosforica (P4O10):
{\displaystyle {\ce {6PCl5\ +\ P4O10->10POCl3}}}
La reazione può essere semplificata clorurando una miscela di tricloruro di fosforo (PCl3) e anidride fosforica, generando il pentacloruro di fosforo in situ. La reazione è quella del pentacloruro di fosforo con acido borico (B(OH)3) o acido ossalico ((COOH)2):
{\displaystyle {\ce {3PCl5\ +\ 2B(OH)3->3POCl3\ +\ B2O3\ +\ 6HCl}}}
{\displaystyle {\ce {PCl5\ +\ (COOH)2->POCl3\ +\ CO\ +\ CO2\ +\ 2HCl}}}

### Altri metodi
Riduzione del fosfato di calcio (Ca3(PO4)2) con carbonio in presenza di cloro gassoso:
{\displaystyle {\ce {Ca3(PO4)2 \ + \ 6C \ + \ 6Cl2 -> 3CaCl2 \ + \ 6CO \ + \ 2POCl3}}}
Viene anche riportata la reazione dell'anidride fosforica con il cloruro di sodio:
{\displaystyle {\ce {2P2O5\ +\ 3NaCl->3NaPO3\ +\ POCl3}}}

## Usi
In un'applicazione commerciale, l'ossicloruro di fosforo viene utilizzato nella produzione di esteri fosfatici. I triarilfosfati come il trifenil fosfato e il fosfato di tricresile sono usati come ritardanti di fiamma e plastificanti per il PVC. I trialchilfosfati come il tributilfosfato sono usati come solventi di estrazione liquido-liquido nel riprocessamento nucleare e altrove.
Nell'industria dei semiconduttori, l'ossicloruro di fosforo viene utilizzato come fonte sicura di fosforo liquido nei processi di diffusione. Il fosforo agisce come drogante utilizzato per creare strati di tipo n su un wafer di silicio.

### Come reagente
In laboratorio, l'ossicloruro di fosforo è un reagente nelle disidratazioni. Un esempio riguarda la conversione di formammidi in isonitrili e ammidi primarie in nitrili:
{\displaystyle {\ce {RC(O)NH2\ +\ POCl3->RCN\ +\ PO2Cl\ +\ 2HCl}}}
In una reazione correlata, alcune ammidi aril-sostituite possono essere ciclizzate usando la reazione di Bischler-Napieralski.
Si ritiene che tali reazioni procedano attraverso un immidoil-cloruro. In alcuni casi, l'immidoil-cloruro è il prodotto finale. Ad esempio, piridoni e pirimidoni possono essere convertiti in cloroderivati come 2-cloropiridine e 2-cloropirimidine, che sono intermedi nell'industria farmaceutica.
Nella reazione di Vilsmeier-Haack, l'ossicloruro di fosforo reagisce con le ammidi per produrre un "reagente di Vilsmeier", un sale di cloro-imminio, che successivamente reagisce con composti aromatici ricchi di elettroni per produrre aldeidi aromatiche su processo acquoso.